# Llista d'espècies de gnafòsids (E-M)
Llista d'espècies de gnafòsids, per ordre alfabètic de la lletra E a la M, amb totes les espècies descrites fins al 20 de novembre de 2006.
- Per a les llistes d'espècies amb les altres lletres de l'alfabet, aneu a l'article principal, Llista d'espècies de gnafòsids.
- Per a la llista completa de tots els gèneres vegeu l'article Llista de gèneres de gnafòsids.

## Gèneres i espècies

### Echemella
Echemella Strand, 1906
- Echemella quinquedentata Strand, 1906 (Etiòpia)

### Echemographis
Echemographis Caporiacco, 1955
- Echemographis distincta Caporiacco, 1955 (Veneçuela)

### Echemoides
Echemoides Mello-Leitão, 1938
- Echemoides aguilari Platnick & Shadab, 1979 (Perú)
- Echemoides argentinus (Mello-Leitão, 1940) (Argentina)
- Echemoides balsa Platnick & Shadab, 1979 (Argentina)
- Echemoides cekalovici Platnick & Shadab, 1983 (Xile)
- Echemoides Xilensis Platnick & Shadab, 1983 (Xile)
- Echemoides gayi (Simon, 1904) (Xile)
- Echemoides giganteus Mello-Leitão, 1938 (Argentina)
- Echemoides illapel Platnick & Shadab, 1979 (Xile)
- Echemoides malleco Platnick & Shadab, 1979 (Xile)
- Echemoides mauryi Platnick & Shadab, 1979 (Paraguai, Argentina)
- Echemoides penai Platnick & Shadab, 1979 (Perú, Xile)
- Echemoides penicillatus (Mello-Leitão, 1942) (Paraguai, Argentina)
- Echemoides rossi Platnick & Shadab, 1979 (Xile)
- Echemoides schlingeri Platnick & Shadab, 1979 (Xile)
- Echemoides tofo Platnick & Shadab, 1979 (Xile)

### Echemus
Echemus Simon, 1878
- Echemus angustifrons (Oestring, 1861) (Europa fins a l'Àsia central)
  - Echemus angustifrons balticus (Lohmander, 1942) (Suècia)
- Echemus chaetognathus (Thorell, 1887) (Myanmar)
- Echemus chaperi Simon, 1885 (Índia)
- Echemus chebanus (Thorell, 1897) (Myanmar)
- Echemus chialanus Thorell, 1897 (Myanmar)
- Echemus dilutus (L. Koch, 1873) (Queensland)
- Echemus erutus Tucker, 1923 (Sud-àfrica)
- Echemus escalerai Simon, 1909 (Marroc)
- Echemus ghecuanus (Thorell, 1897) (Myanmar)
- Echemus giaii Gerschman & Schiapelli, 1948 (Argentina)
- Echemus griseus (L. Koch, 1873) (Austràlia)
- Echemus hamipalpis (Kroneberg, 1875) (Uzbekistan)
- Echemus incinctus Simon, 1907 (Àfrica Occidental)
- Echemus inermis Mello-Leitão, 1939 (Brasil)
- Echemus lacertosus Simon, 1907 (Príncipe)
- Echemus modestus Kulczyn'ski, 1899 (Madeira)
- Echemus orinus (Thorell, 1897) (Myanmar)
- Echemus pictus Kulczyn'ski, 1911 (Java)
- Echemus plapoensis (Thorell, 1897) (Myanmar)
- Echemus scutatus (Simon, 1879) (Europa Meridional, Àfrica del Nord)
- Echemus sibiricus Marusik & Logunov, 1995 (Rússia)
- Echemus viveki Gajbe, 1989 (Índia)

### Eilica
Eilica Keyserling, 1891
- Eilica albopunctata (Hogg, 1896) (Sud d'Austràlia, Queensland)
- Eilica amambay Platnick, 1985 (Brasil, Paraguai)
- Eilica bedourie Platnick, 1985 (Queensland)
- Eilica bicolor Banks, 1896 (EUA fins a Hondures, Cuba, Jamaica)
- Eilica bonda Müller, 1987 (Colòmbia)
- Eilica chickeringi Platnick, 1975 (Panamà)
- Eilica cincta (Simon, 1893) (Àfrica Central i Occidental)
- Eilica contacta Platnick, 1975 (Queensland, Nova Gal·les del Sud)
- Eilica daviesae Platnick, 1985 (Queensland)
- Eilica fusca Platnick, 1975 (Sud-àfrica)
- Eilica giga FitzPatrick, 1994 (Zimbabwe)
- Eilica kandarpae Nigam & Patel, 1996 (Índia)
- Eilica lotzi FitzPatrick, 2002 (Sud-àfrica)
- Eilica maculipes (Vellard, 1925) (Brasil)
- Eilica marchantaria Brescovit & Höfer, 1993 (Brasil)
- Eilica modesta Keyserling, 1891 (Brasil, Uruguai, Argentina)
- Eilica mullaroo Platnick, 1988 (Victòria)
- Eilica myrmecophila (Simon, 1903) (Perú, Argentina)
- Eilica obscura (Keyserling, 1891) (Brasil)
- Eilica platnicki Tikader & Gajbe, 1977 (Índia)
- Eilica pomposa Medan, 2001 (Argentina)
- Eilica rotunda Platnick, 1975 (Queensland)
- Eilica rufithorax (Simon, 1893) (Veneçuela, Brasil)
- Eilica serrata Platnick, 1975 (Queensland, Oest d'Austràlia)
- Eilica songadhensis Patel, 1988 (Índia)
- Eilica tikaderi Platnick, 1976 (Índia)
- Eilica trilineata (Mello-Leitão, 1941) (Argentina, Xile, Brasil)
- Eilica uniformis (Schiapelli & Gerschman, 1942) (Argentina)

### Epicharitus
Epicharitus Rainbow, 1916
- Epicharitus leucosemus Rainbow, 1916 (Queensland)

### Epikurtomma
Epikurtomma Tucker, 1923
- Epikurtomma beaufortia Tucker, 1923 (Sud-àfrica)

### Fedotovia
Fedotovia Charitonov, 1946
- Fedotovia mongolica Marusik, 1993 (Mongòlia)
- Fedotovia uzbekistanica Charitonov, 1946 (Àsia central, Mongòlia)

### Gertschosa
Gertschosa Platnick & Shadab, 1981
- Gertschosa amphiloga (Chamberlin, 1936) (EUA, Mèxic)
- Gertschosa cincta (Banks, 1929) (Panamà)
- Gertschosa concinna (Simon, 1895) (Mèxic)
- Gertschosa palisadoes Platnick & Shadab, 1981 (Jamaica)

### Gnaphosa
Gnaphosa Latreille, 1804
- Gnaphosa aborigena Tyschchenko, 1965 (Kazakhstan)
- Gnaphosa akagiensis Hayashi, 1994 (Japó)
- Gnaphosa alacris Simon, 1878 (França, Itàlia, Croàcia, Marroc)
- Gnaphosa alpica Simon, 1878 (Europa)
- Gnaphosa altudona Chamberlin, 1922 (EUA)
- Gnaphosa antipola Chamberlin, 1933 (EUA, Canadà)
- Gnaphosa atramentaria Simon, 1878 (França)
- Gnaphosa azerbaidzhanica Tuneva & Esyunin, 2003 (Azerbaijan)
- Gnaphosa badia (L. Koch, 1866) (Europa fins a Azerbaijan)
- Gnaphosa balearicola Strand, 1942 (Illes Balears)
- Gnaphosa banini Marusik & Koponen, 2001 (Mongòlia)
- Gnaphosa basilicata Simon, 1882 (Itàlia)
- Gnaphosa belyaevi Ovtsharenko, Platnick & Song, 1992 (Mongòlia)
- Gnaphosa betpaki Ovtsharenko, Platnick & Song, 1992 (Rússia, Kazakhstan)
- Gnaphosa bicolor (Hahn, 1833) (Europa fins a Geòrgia)
- Gnaphosa bithynica Kulczyn'ski, 1903 (Creta, Turquia)
- Gnaphosa borea Kulczyn'ski, 1908 (Holàrtic)
- Gnaphosa brumalis Thorell, 1875 (EUA, Canadà, Alaska)
- Gnaphosa californica Banks, 1904 (EUA, Canadà)
- Gnaphosa campanulata Zhang & Song, 2001 (Xina)
- Gnaphosa cantabrica Simon, 1914 (Espanya)
- Gnaphosa caucasica Ovtsharenko, Platnick & Song, 1992 (Rússia)
- Gnaphosa chiapas Platnick & Shadab, 1975 (Mèxic)
- Gnaphosa chihuahua Platnick & Shadab, 1975 (Mèxic)
- Gnaphosa chola Ovtsharenko & Marusik, 1988 (Rússia, Mongòlia, Xina)
- Gnaphosa clara (Keyserling, 1887) (Amèrica del Nord)
- Gnaphosa corticola Simon, 1914 (França)
- Gnaphosa cumensis Ponomarev, 1981 (Ucraïna, Rússia, Mongòlia)
- Gnaphosa cyrenaica (Caporiacco, 1949) (Líbia)
- Gnaphosa danieli Miller & Buchar, 1972 (Afganistan)
- Gnaphosa dege Ovtsharenko, Platnick & Song, 1992 (Kirguizstan, Xina)
- Gnaphosa dentata Platnick & Shadab, 1975 (EUA)
- Gnaphosa dolosa Herman, 1879 (Paleàrtic)
- Gnaphosa eskovi Ovtsharenko, Platnick & Song, 1992 (Kazakhstan)
- Gnaphosa eucalyptus Ghafoor & Beg, 2002 (Pakistan)
- Gnaphosa fagei Schenkel, 1963 (Kazakhstan, Xina)
- Gnaphosa fallax Herman, 1879 (Hongria)
- Gnaphosa fontinalis Keyserling, 1887 (EUA, Mèxic)
- Gnaphosa gracilior Kulczyn'ski, 1901 (Rússia, Mongòlia, Xina)
- Gnaphosa haarlovi Denis, 1958 (Àsia central)
- Gnaphosa halophila Esyunin & Efimik, 1997 (Rússia)
- Gnaphosa hastata Fox, 1937 (Xina, Corea)
- Gnaphosa hirsutipes Banks, 1901 (EUA, Mèxic)
- Gnaphosa iberica Simon, 1878 (Espanya)
- Gnaphosa ilika Ovtsharenko, Platnick & Song, 1992 (Kazakhstan, Kirguizstan, Uzbekistan)
- Gnaphosa inconspecta Simon, 1878 (Paleàrtic)
- Gnaphosa jodhpurensis Tikader & Gajbe, 1977 (Índia, Xina)
- Gnaphosa jucunda Thorell, 1875 (Rússia, Ucraïna)
- Gnaphosa kailana Tikader, 1966 (Índia)
- Gnaphosa kamurai Ovtsharenko, Platnick & Song, 1992 (Japó)
- Gnaphosa kansuensis Schenkel, 1936 (Rússia, Xina, Corea)
- Gnaphosa ketmer Tuneva, 2005 (Kazakhstan)
- Gnaphosa kompirensis Bösenberg & Strand, 1906 (Rússia, Xina, Corea, Japó, Vietnam)
- Gnaphosa kuldzha Ovtsharenko, Platnick & Song, 1992 (Turkmenistan, Kirguizstan)
- Gnaphosa kurchak Ovtsharenko, Platnick & Song, 1992 (Kirguizstan)
- Gnaphosa lapponum (L. Koch, 1866) (Europa fins a l'Àsia central)
  - Gnaphosa lapponum inermis Strand, 1899 (Noruega)
- Gnaphosa leporina (L. Koch, 1866) (Paleàrtic)
- Gnaphosa licenti Schenkel, 1953 (Kazakhstan, Rússia, Mongòlia, Xina, Corea)
- Gnaphosa limbata Strand, 1900 (Noruega)
- Gnaphosa lonai Caporiacco, 1949 (Itàlia)
- Gnaphosa lucifuga (Walckenaer, 1802) (Paleàrtic)
  - Gnaphosa lucifuga minor Nosek, 1905 (Turquia)
- Gnaphosa luctifica Simon, 1879 (França)
- Gnaphosa lugubris (C. L. Koch, 1839) (Europa fins a l'Àsia central)
- Gnaphosa mandschurica Schenkel, 1963 (Rússia, Mongòlia, Xina, Nepal)
- Gnaphosa maritima Platnick & Shadab, 1975 (EUA, Mèxic)
- Gnaphosa mcheidzeae Mikhailov, 1998 (Geòrgia)
- Gnaphosa microps Holm, 1939 (Holàrtic)
- Gnaphosa modestior Kulczyn'ski, 1897 (Europa Oriental fins a Azerbaijan)
- Gnaphosa moerens O. P.-Cambridge, 1885 (Xina, Nepal)
- Gnaphosa moesta Thorell, 1875 (Hongria, Romania, Ucraïna, Rússia)
- Gnaphosa mongolica Simon, 1895 (Hongria fins a la Xina)
- Gnaphosa montana (L. Koch, 1866) (Paleàrtic)
- Gnaphosa muscorum (L. Koch, 1866) (Holàrtic)
  - Gnaphosa muscorum gaunitzi Tullgren, 1955 (Suècia, Rússia)
- Gnaphosa namulinensis Hu, 2001 (Xina)
- Gnaphosa nigerrima L. Koch, 1877 (Paleàrtic)
- Gnaphosa nordlandica Strand, 1900 (Noruega)
- Gnaphosa norvegica Strand, 1900 (Noruega)
- Gnaphosa occidentalis Simon, 1878 (Europa Occidental)
- Gnaphosa oceanica Simon, 1878 (França, Balcans)
- Gnaphosa oligerae Ovtsharenko & Platnick, 1998 (Rússia)
- Gnaphosa opaca Herman, 1879 (Europa fins a l'Àsia central)
- Gnaphosa orchymonti Giltay, 1932 (Macedònia del Nord)
- Gnaphosa orites Chamberlin, 1922 (Holàrtic)
- Gnaphosa ovchinnikovi Ovtsharenko, Platnick & Song, 1992 (Kirguizstan)
- Gnaphosa parvula Banks, 1896 (EUA, Canadà, Alaska)
- Gnaphosa pauriensis Tikader & Gajbe, 1977 (Índia)
- Gnaphosa pengi Zhang & Yin, 2001 (Xina)
- Gnaphosa perplexa Denis, 1958 (Afganistan)
- Gnaphosa petrobia L. Koch, 1872 (Europa)
- Gnaphosa pilosa Savelyeva, 1972 (Kazakhstan)
- Gnaphosa poonaensis Tikader, 1973 (Índia)
- Gnaphosa porrecta Strand, 1900 (Noruega)
- Gnaphosa potanini Simon, 1895 (Rússia, Mongòlia, Xina, Corea, Japó)
- Gnaphosa potosi Platnick & Shadab, 1975 (Mèxic)
- Gnaphosa primorica Ovtsharenko, Platnick & Song, 1992 (Rússia, Japó)
- Gnaphosa prosperi Simon, 1878 (Espanya)
- Gnaphosa pseashcho Ovtsharenko, Platnick & Song, 1992 (Rússia)
- Gnaphosa pseudolapponica Strand, 1904 (Noruega)
- Gnaphosa pseudoleporina Ovtsharenko, Platnick & Song, 1992 (Rússia)
- Gnaphosa pumila Dyal, 1935 (Pakistan)
- Gnaphosa rasnitsyni Marusik, 1993 (Mongòlia)
- Gnaphosa reikhardi Ovtsharenko, Platnick & Song, 1992 (Kazakhstan, Kirguizstan)
- Gnaphosa rhenana Müller & Schenkel, 1895 (Suïssa, Alemanya, Àustria, Itàlia, Romania)
- Gnaphosa rohtakensis Gajbe, 1992 (Índia)
- Gnaphosa rufula (L. Koch, 1866) (Hongria, Rússia, Kazakhstan, Lebanon, Israel)
- Gnaphosa salsa Platnick & Shadab, 1975 (EUA, Mèxic)
- Gnaphosa sandersi Gertsch & Davis, 1940 (Mèxic)
- Gnaphosa saurica Ovtsharenko, Platnick & Song, 1992 (Rússia, Ucraïna, Geòrgia, Àsia central)
- Gnaphosa saxosa Platnick & Shadab, 1975 (EUA)
- Gnaphosa secreta Simon, 1878 (França)
- Gnaphosa sericata (L. Koch, 1866) (EUA fins a Guatemala, Cuba)
- Gnaphosa sinensis Simon, 1880 (Xina, Corea)
- Gnaphosa snohomish Platnick & Shadab, 1975 (EUA, Canadà)
- Gnaphosa songi Zhang, 2001 (Xina)
- Gnaphosa sonora Platnick & Shadab, 1975 (Mèxic)
- Gnaphosa steppica Ovtsharenko, Platnick & Song, 1992 (Turquia fins a Kazakhstan)
- Gnaphosa sticta Kulczyn'ski, 1908 (Paleàrtic)
- Gnaphosa stoliczkai O. P.-Cambridge, 1885 (Xina)
- Gnaphosa stussineri Simon, 1885 (Grècia)
- Gnaphosa synthetica Chamberlin, 1924 (EUA, Mèxic)
- Gnaphosa tarabaevi Ovtsharenko, Platnick & Song, 1992 (Kazakhstan, Kirguizstan)
- Gnaphosa taurica Thorell, 1875 (Bulgària fins a la Xina)
- Gnaphosa tenebrosa Fox, 1938 (probablement Mèxic)
- Gnaphosa tetrica Simon, 1878 (França, Macedònia del Nord)
- Gnaphosa tigrina Simon, 1878 (Mediterrani fins a Rússia)
- Gnaphosa tumd Tang, Song & Zhang, 2001 (Xina)
- Gnaphosa tuvinica Marusik & Logunov, 1992 (Rússia, Mongòlia)
- Gnaphosa ukrainica Ovtsharenko, Platnick & Song, 1992 (Ucraïna, Turkmenistan)
- Gnaphosa utahana Banks, 1904 (EUA)
- Gnaphosa wiehlei Schenkel, 1963 (Rússia, Mongòlia, Xina)
- Gnaphosa xieae Zhang & Yin, 2001 (Xina)
- Gnaphosa zeugitana Pavesi, 1880 (Àfrica del Nord)
- Gnaphosa zhaoi Ovtsharenko, Platnick & Song, 1992 (Xina)
- Gnaphosa zonsteini Ovtsharenko, Platnick & Song, 1992 (Kirguizstan)
- Gnaphosa zyuzini Ovtsharenko, Platnick & Song, 1992 (Kazakhstan)

### Haplodrassus
Haplodrassus Chamberlin, 1922
- Haplodrassus aenus Thaler, 1984 (Suïssa, Àustria)
- Haplodrassus ambalaensis Gajbe, 1992 (Índia)
- Haplodrassus atarot Levy, 2004 (Israel)
- Haplodrassus belgeri Ovtsharenko & Marusik, 1988 (Rússia)
- Haplodrassus bengalensis Gajbe, 1992 (Índia)
- Haplodrassus bicornis (Emerton, 1909) (EUA, Canadà)
- Haplodrassus bohemicus Miller & Buchar, 1977 (República Txeca)
- Haplodrassus canariensis Schmidt, 1977 (Illes Canàries)
- Haplodrassus chamberlini Platnick & Shadab, 1975 (Amèrica del Nord)
- Haplodrassus chotanagpurensis Gajbe, 1987 (Índia)
- Haplodrassus cognatus (Oestring, 1861) (Paleàrtic)
  - Haplodrassus cognatus ermolajewi Lohmander, 1942 (Rússia)
- Haplodrassus concertor (Simon, 1878) (França)
- Haplodrassus creticus (Roewer, 1928) (Grècia, Creta)
- Haplodrassus dalmatensis (L. Koch, 1866) (Paleàrtic)
  - Haplodrassus dalmatensis pictus (Thorell, 1875) (Espanya, Madeira)
- Haplodrassus dentatus Xu & Song, 1987 (Xina)
- Haplodrassus deserticola Schmidt & Krause, 1996 (Illes Canàries)
- Haplodrassus dixiensis Chamberlin & Woodbury, 1929 (EUA)
- Haplodrassus dumdumensis Tikader, 1982 (Índia)
- Haplodrassus eunis Chamberlin, 1922 (EUA, Canadà, Alaska)
- Haplodrassus grazianoi Caporiacco, 1948 (Rodes)
- Haplodrassus hiemalis (Emerton, 1909) (Holàrtic)
- Haplodrassus invalidus (O. P.-Cambridge, 1872) (Espanya, Còrsega, Sicília, Itàlia, Israel)
- Haplodrassus jacobi Gajbe, 1992 (Índia)
- Haplodrassus kanenoi Kamura, 1995 (Japó)
- Haplodrassus kulczynskii Lohmander, 1942 (Paleàrtic)
- Haplodrassus lilliputanus Levy, 2004 (Israel)
- Haplodrassus macellinus (Thorell, 1871) (Mediterrani Occidental)
  - Haplodrassus macellinus hebes (O. P.-Cambridge, 1874) (França, Còrsega, Itàlia, Sicília)
- Haplodrassus maculatus (Banks, 1904) (EUA, Mèxic)
- Haplodrassus mediterraneus Levy, 2004 (Israel)
- Haplodrassus mimus Chamberlin, 1922 (EUA)
- Haplodrassus minor (O. P.-Cambridge, 1879) (Europa, Rússia)
- Haplodrassus moderatus (Kulczyn'ski, 1897) (Paleàrtic)
- Haplodrassus montanus Paik & Sohn, 1984 (Corea, Japó)
- Haplodrassus morosus (O. P.-Cambridge, 1872) (Israel, Karakorum)
- Haplodrassus paramecus Zhang, Song & Zhu, 2001 (Xina)
- Haplodrassus pargongsanensis Paik, 1992 (Corea)
- Haplodrassus pseudosignifer Marusik, Hippa & Koponen, 1996 (Rússia)
- Haplodrassus pugnans (Simon, 1880) (Àfrica del Nord fins a la Xina)
- Haplodrassus reginae Schmidt & Krause, 1998 (Illes Cap Verd)
- Haplodrassus rufus (Savelyeva, 1972) (Kazakhstan)
- Haplodrassus rugosus Tuneva, 2005 (Kazakhstan)
- Haplodrassus sataraensis Tikader & Gajbe, 1977 (Índia)
- Haplodrassus seditiosus (Caporiacco, 1928) (Líbia)
- Haplodrassus severus (C. L. Koch, 1839) (Mediterrani)
- Haplodrassus signifer (C. L. Koch, 1839) (Holàrtic)
- Haplodrassus silvestris (Blackwall, 1833) (Paleàrtic)
- Haplodrassus soerenseni (Strand, 1900) (Paleàrtic)
- Haplodrassus stuxbergi (L. Koch, 1879) (Rússia)
- Haplodrassus taepaikensis Paik, 1992 (Corea)
- Haplodrassus taibo (Chamberlin, 1919) (EUA)
- Haplodrassus tehriensis Tikader & Gajbe, 1977 (Índia)
- Haplodrassus umbratilis (L. Koch, 1866) (Europa fins a Kazakhstan)
  - Haplodrassus umbratilis gothicus Lohmander, 1942 (Suècia)
- Haplodrassus vastus (Hu, 1989) (Xina)

### Hemicloea
Hemicloea Thorell, 1870
- Hemicloea affinis L. Koch, 1875 (Nova Gal·les del Sud)
- Hemicloea crocotila Simon, 1908 (Oest d'Austràlia)
- Hemicloea limbata L. Koch, 1875 (Nova Gal·les del Sud)
- Hemicloea michaelseni Simon, 1908 (Oest d'Austràlia)
- Hemicloea murina L. Koch, 1875 (Queensland)
- Hemicloea pacifica Berland, 1924 (Illes Loyalty)
- Hemicloea plumea L. Koch, 1875 (Queensland, Nova Gal·les del Sud, Illa Lord Howe)
- Hemicloea rogenhoferi L. Koch, 1875 (Queensland, Nova Gal·les del Sud, Nova Zelanda)
- Hemicloea semiplumosa Simon, 1908 (Oest d'Austràlia)
- Hemicloea sublimbata Simon, 1908 (Oest d'Austràlia)
- Hemicloea sundevalli Thorell, 1870 (Queensland, Nova Gal·les del Sud, Nova Zelanda)
- Hemicloea tasmani Dalmas, 1917 (Tasmània)
- Hemicloea tenera L. Koch, 1876 (Queensland, Nova Gal·les del Sud)

### Herpyllus
Herpyllus Hentz, 1832
- Herpyllus australis (Holmberg, 1881) (Argentina)
- Herpyllus bensonae Fox, 1938 (Mèxic)
- Herpyllus brachet Platnick & Shadab, 1977 (Mèxic)
- Herpyllus bubulcus Chamberlin, 1922 (EUA, Mèxic)
- Herpyllus calcuttaensis Biswas, 1984 (Índia)
- Herpyllus coahuilanus Gertsch & Davis, 1940 (Mèxic)
- Herpyllus cockerelli (Banks, 1901) (EUA, Mèxic)
- Herpyllus convallis Chamberlin, 1936 (EUA, Mèxic)
- Herpyllus coreanus Paik, 1992 (Corea)
- Herpyllus ecclesiasticus Hentz, 1832 (Amèrica del Nord)
- Herpyllus emertoni Bryant, 1935 (EUA)
- Herpyllus excelsus Fox, 1938 (EUA, Mèxic)
- Herpyllus fidelis (O. P.-Cambridge, 1898) (Mèxic)
- Herpyllus frio Platnick & Shadab, 1977 (Mèxic)
- Herpyllus gertschi Platnick & Shadab, 1977 (EUA, Mèxic)
- Herpyllus giganteus Platnick & Shadab, 1977 (Mèxic)
- Herpyllus goaensis Tikader, 1982 (Índia)
- Herpyllus hesperolus Chamberlin, 1928 (Amèrica del Nord)
- Herpyllus iguala Platnick & Shadab, 1977 (Mèxic)
- Herpyllus lativulvus Denis, 1958 (Afganistan)
- Herpyllus malkini Platnick & Shadab, 1977 (Mèxic)
- Herpyllus paropanisadensis Denis, 1958 (Afganistan)
- Herpyllus perditus (Banks, 1898) (Mèxic)
- Herpyllus perote Platnick & Shadab, 1977 (Mèxic)
- Herpyllus pictus (F. O. P.-Cambridge, 1899) (Mèxic)
- Herpyllus propinquus (Keyserling, 1887) (Amèrica del Nord)
- Herpyllus proximus Denis, 1958 (Turkmenistan, Afganistan)
- Herpyllus regnans Chamberlin, 1936 (EUA)
- Herpyllus reservatus Chamberlin, 1936 (EUA, Mèxic)
- Herpyllus scholasticus Chamberlin, 1922 (EUA)
- Herpyllus schwarzi (Banks, 1901) (EUA)
- Herpyllus sherus Platnick & Shadab, 1977 (Mèxic)
- Herpyllus vicinus Denis, 1958 (Afganistan)

### Heser
Heser Tuneva, 2005
- Heser aradensis (Levy, 1998) (Israel)
- Heser infumatus (O. P.-Cambridge, 1872) (Tanzània, Egipte, Israel)
- Heser malefactor Tuneva, 2005 (Kazakhstan)

### Hitobia
Hitobia Kamura, 1992
- Hitobia Àsiatica (Bösenberg & Strand, 1906) (Japó)
- Hitobia cancellata Yin i cols., 1996 (Xina)
- Hitobia chayuensis Song, Zhu & Zhang, 2004 (Xina)
- Hitobia menglong Song, Zhu & Zhang, 2004 (Xina)
- Hitobia monsta Yin i cols., 1996 (Xina)
- Hitobia tenuicincta (Simon, 1909) (Vietnam)
- Hitobia unifascigera (Bösenberg & Strand, 1906) (Xina, Corea, Japó)
- Hitobia yaginumai Deeleman-Reinhold, 2001 (Tailàndia)
- Hitobia yasunosukei Kamura, 1992 (Xina, Okinawa)
- Hitobia yunnan Song, Zhu & Zhang, 2004 (Xina)

### Homoeothele
Homoeothele Simon, 1908
- Homoeothele micans Simon, 1908 (Oest d'Austràlia)

### Hongkongia
Hongkongia Song & Zhu, 1998
- Hongkongia caeca Deeleman-Reinhold, 2001 (Moluques)
- Hongkongia reptrix Deeleman-Reinhold, 2001 (Java, Borneo, Bali)
- Hongkongia wuae Song & Zhu, 1998 (Hong Kong, Sulawesi)

### Hypodrassodes
Hypodrassodes Dalmas, 1919
- Hypodrassodes apicus Forster, 1979 (Nova Zelanda)
- Hypodrassodes asbolodes (Rainbow & Pulleine, 1920) (Illa Lord Howe)
- Hypodrassodes canacus Berland, 1924 (Nova Caledònia)
- Hypodrassodes cockerelli Berland, 1932 (Nova Caledònia)
- Hypodrassodes courti Forster, 1979 (Nova Zelanda)
- Hypodrassodes crassus Forster, 1979 (Nova Zelanda)
- Hypodrassodes dalmasi Forster, 1979 (Nova Zelanda)
- Hypodrassodes ignambensis Berland, 1924 (Nova Caledònia)
- Hypodrassodes insulanus Forster, 1979 (Nova Zelanda)
- Hypodrassodes isopus Forster, 1979 (Nova Zelanda)
- Hypodrassodes maoricus (Dalmas, 1917) (Nova Zelanda)

### Intruda
Intruda Forster, 1979
- Intruda signata (Hogg, 1900) (Victòria, Nova Zelanda)

### Kaitawa
Kaitawa Forster, 1979
- Kaitawa insulare (Marples, 1956) (Nova Zelanda)

### Kirmaka
Kirmaka Roewer, 1961
- Kirmaka krausi Roewer, 1961 (Afganistan)

### Kishidaia
Kishidaia Yaginuma, 1960
- Kishidaia albimaculata (Saito, 1934) (Rússia, Xina, Japó)
- Kishidaia conspicua (L. Koch, 1866) (Europa fins a l'Àsia central)
  - Kishidaia conspicua concolor (Caporiacco, 1951) (Itàlia)
- Kishidaia coreana (Paik, 1992) (Corea)
- Kishidaia xinping Song, Zhu & Zhang, 2004 (Xina)

### Ladissa
Ladissa Simon, 1907
- Ladissa Àfricana Simon, 1907 (Sierra Leone)
- Ladissa inda (Simon, 1897) (Índia)
- Ladissa latecingulata Simon, 1907 (Índia)
- Ladissa semirufa Simon, 1907 (Benin)

### Laronius
Laronius Platnick & Deeleman-Reinhold, 2001
- Laronius erewan Platnick & Deeleman-Reinhold, 2001 (Tailàndia, Sumatra)

### Latonigena
Latonigena Simon, 1893
- Latonigena Àfricanus Tucker, 1923 (Sud-àfrica)
- Latonigena auricomus Simon, 1893 (Argentina)

### Leptodrassus
Leptodrassus Simon, 1878
- Leptodrassus albidus Simon, 1914 (Espanya fins a Creta)
- Leptodrassus algericus Dalmas, 1919 (Algèria)
- Leptodrassus bergensis Tucker, 1923 (Sud-àfrica)
- Leptodrassus croaticus Dalmas, 1919 (Croàcia)
- Leptodrassus diomedeus Caporiacco, 1951 (Itàlia)
- Leptodrassus femineus (Simon, 1873) (Portugal fins a Creta)
- Leptodrassus fragilis Dalmas, 1919 (Algèria, Líbia)
- Leptodrassus hadjissaranti Chatzaki, 2002 (Creta)
- Leptodrassus hylaestomachi Berland, 1934 (Illes Canàries)
- Leptodrassus leclerci Denis, 1966 (Líbia)
- Leptodrassus licentiosus Dalmas, 1919 (Sud-àfrica)
- Leptodrassus manolisi Chatzaki, 2002 (Creta)
- Leptodrassus memorialis Spassky, 1940 (Rússia, Ucraïna, Kazakhstan)
- Leptodrassus punicus Dalmas, 1919 (Tunísia)
- Leptodrassus pupa Dalmas, 1919 (Creta, Egipte)
- Leptodrassus simoni Dalmas, 1919 (Portugal, Espanya, França, Lebanon)
- Leptodrassus strandi Caporiacco, 1947 (Etiòpia)
- Leptodrassus tenerrimus (O. P.-Cambridge, 1872) (Israel)
- Leptodrassus tropicus Dalmas, 1919 (Sierra Leone)

### Litopyllus
Litopyllus Chamberlin, 1922
- Litopyllus cubanus (Bryant, 1940) (EUA, Bahames, Cuba)
- Litopyllus realisticus (Chamberlin, 1924) (Mèxic)
- Litopyllus temporarius Chamberlin, 1922 (EUA)

This page lists all described species of the spider family Gnaphosidae as of Nov. 20, 2006.

### Maniana
Maniana Strand, 1906
- Maniana defecta Strand, 1906 (Etiòpia)

### Matua
Matua Forster, 1979
- Matua festiva Forster, 1979 (Nova Zelanda)
- Matua valida Forster, 1979 (Nova Zelanda)

### Megamyrmaekion
Megamyrmaekion Wider, 1834
- Megamyrmaekion algericum Simon, 1885 (Algèria, Tunísia)
- Megamyrmaekion ashae Tikader & Gajbe, 1977 (Índia)
- Megamyrmaekion austrinum Simon, 1908 (Oest d'Austràlia)
- Megamyrmaekion caudatum Wider, 1834 (Egipte, Israel)
- Megamyrmaekion echemophthalmum Simon, 1908 (Oest d'Austràlia)
- Megamyrmaekion jodhpurense Gajbe, 1993 (Índia)
- Megamyrmaekion kajalae Biswas & Biswas, 1992 (Índia)
- Megamyrmaekion nairobii Berland, 1920 (Àfrica Oriental)
- Megamyrmaekion penicillatum Simon, 1908 (Oest d'Austràlia)
- Megamyrmaekion perpusillum Simon, 1908 (Oest d'Austràlia)
- Megamyrmaekion pumilum Simon, 1885 (Àfrica del Nord)
- Megamyrmaekion schreineri Tucker, 1923 (Sud-àfrica)
- Megamyrmaekion transvaalense Tucker, 1923 (Sud-àfrica)
- Megamyrmaekion velox Simon, 1887 (Sud-àfrica)
- Megamyrmaekion vestigator Simon, 1908 (Oest d'Austràlia)
- Megamyrmaekion vulpinum (O. P.-Cambridge, 1874) (Niger, Egipte)

### Micaria
Micaria Oestring, 1851
- Micaria aborigenica Mikhailov, 1988 (Rússia)
- Micaria aciculata Simon, 1895 (Rússia)
- Micaria aenea Thorell, 1871 (Holàrtic)
- Micaria albofasciata Hu, 2001 (Xina)
- Micaria albovittata (Lucas, 1846) (Paleàrtic)
- Micaria alpina L. Koch, 1872 (Holàrtic)
- Micaria alxa Tang i cols., 1997 (Xina)
- Micaria belezma Bosmans, 2000 (Algèria)
- Micaria bonneti Schenkel, 1963 (Xina)
- Micaria braendegaardi Denis, 1958 (Afganistan)
- Micaria brignolii (Bosmans & Blick, 2000) (Portugal)
- Micaria browni Barnes, 1953 (EUA)
- Micaria camargo Platnick & Shadab, 1988 (Mèxic)
- Micaria capistrano Platnick & Shadab, 1988 (EUA, Mèxic)
- Micaria chrysis (Simon, 1910) (Namíbia)
- Micaria cimarron Platnick & Shadab, 1988 (EUA)
- Micaria coarctata (Lucas, 1846) (Mediterrani fins a l'Àsia central)
- Micaria coloradensis Banks, 1896 (EUA, Canadà)
- Micaria connexa O. P.-Cambridge, 1885 (Yarkand)
- Micaria constricta Emerton, 1894 (Holàrtic)
- Micaria corvina Simon, 1878 (Algèria, Tunísia, Israel)
- Micaria croesia L. Koch, 1873 (Nova Gal·les del Sud)
- Micaria cyrnea Brignoli, 1983 (Còrsega, Itàlia)
- Micaria delicatula Bryant, 1941 (EUA)
- Micaria deserticola Gertsch, 1933 (EUA, Mèxic)
- Micaria dives (Lucas, 1846) (Paleàrtic)
  - Micaria dives concolor (Caporiacco, 1935) (Karakorum)
- Micaria elizabethae Gertsch, 1942 (EUA, Canadà)
- Micaria emertoni Gertsch, 1935 (Amèrica del Nord)
- Micaria faltana Bhattacharya, 1935 (Índia)
- Micaria formicaria (Sundevall, 1831) (Paleàrtic)
- Micaria foxi Gertsch, 1933 (EUA, Canadà)
- Micaria fulgens (Walckenaer, 1802) (Europa fins a l'Àsia central, Àfrica del Nord)
- Micaria funerea Simon, 1878 (Espanya, Còrsega, Rússia)
- Micaria gertschi Barrows & Ivie, 1942 (EUA, Canadà)
- Micaria gomerae Strand, 1911 (Illes Canàries)
- Micaria gosiuta Gertsch, 1942 (EUA, Mèxic)
- Micaria gulliae Tuneva & Esyunin, 2003 (Rússia)
- Micaria guttigera Simon, 1878 (Portugal, Espanya, França)
- Micaria guttulata (C. L. Koch, 1839) (Paleàrtic)
- Micaria icenoglei Platnick & Shadab, 1988 (EUA)
- Micaria idana Platnick & Shadab, 1988 (EUA, Canadà)
- Micaria ignea (O. P.-Cambridge, 1872) (Illes Canàries fins a l'Àsia central)
- Micaria imperiosa Gertsch, 1935 (EUA, Mèxic)
- Micaria inornata L. Koch, 1873 (Austràlia)
- Micaria japonica Hayashi, 1985 (Rússia, Corea, Japó)
- Micaria jeanae Gertsch, 1942 (EUA, Mèxic)
- Micaria jinlin Song, Zhu & Zhang, 2004 (Xina)
- Micaria koeni (Bosmans, 2000) (Grècia, Creta)
- Micaria kopetdaghensis Mikhailov, 1986 (Rússia, Àsia central)
- Micaria langtry Platnick & Shadab, 1988 (EUA)
- Micaria lassena Platnick & Shadab, 1988 (EUA)
- Micaria laticeps Emerton, 1909 (EUA, Canadà)
- Micaria lenzi Bösenberg, 1899 (Paleàrtic)
- Micaria lindbergi Roewer, 1962 (Afganistan)
- Micaria logunovi Zhang, Song & Zhu, 2001 (Xina)
- Micaria longipes Emerton, 1890 (Amèrica del Nord)
- Micaria longispina Emerton, 1911 (EUA, Canadà)
- Micaria marusiki Zhang, Song & Zhu, 2001 (Xina)
- Micaria medica Platnick & Shadab, 1988 (EUA, Canadà)
- Micaria mexicana Platnick & Shadab, 1988 (Mèxic)
- Micaria mongunica Danilov, 1997 (Rússia)
- Micaria mormon Gertsch, 1935 (Amèrica del Nord)
- Micaria nanella Gertsch, 1935 (EUA, Mèxic)
- Micaria nivosa L. Koch, 1866 (Europa fins a Kazakhstan)
- Micaria nye Platnick & Shadab, 1988 (EUA, Mèxic)
- Micaria otero Platnick & Shadab, 1988 (EUA)
- Micaria pallens Denis, 1958 (Afganistan)
- Micaria pallida O. P.-Cambridge, 1885 (Tajikistan)
- Micaria palliditarsa Banks, 1896 (EUA, Mèxic)
- Micaria pallipes (Lucas, 1846) (Illes Canàries fins a l'Àsia central)
- Micaria palma Platnick & Shadab, 1988 (EUA)
- Micaria palmgreni Wunderlich, 1979 (Finlàndia)
- Micaria paralbofasciata Song, Zhu & Zhang, 2004 (Xina)
- Micaria pasadena Platnick & Shadab, 1988 (EUA, Mèxic)
- Micaria porta Platnick & Shadab, 1988 (EUA, Mèxic)
- Micaria pulcherrima Caporiacco, 1935 (Rússia, Xina)
  - Micaria pulcherrima flava Caporiacco, 1935 (Karakorum)
- Micaria pulicaria (Sundevall, 1831) (Holàrtic)
- Micaria punctata Banks, 1896 (EUA)
- Micaria riggsi Gertsch, 1942 (EUA, Canadà)
- Micaria rossica Thorell, 1875 (Holàrtic)
- Micaria seminola Gertsch, 1942 (EUA)
- Micaria seymuria Tuneva, 2005 (Kazakhstan)
- Micaria silesiaca L. Koch, 1875 (Paleàrtic)
- Micaria siniloana Barrion & Litsinger, 1995 (Filipines)
- Micaria sociabilis Kulczyn'ski, 1897 (Central, Europa Meridional)
- Micaria subopaca Oestring, 1861 (Paleàrtic)
- Micaria tarabaevi Mikhailov, 1988 (Kazakhstan)
- Micaria tersissima Simon, 1910 (Namíbia)
- Micaria triangulosa Gertsch, 1935 (EUA)
- Micaria triguttata Simon, 1884 (Espanya, Algèria)
- Micaria tripunctata Holm, 1978 (Holàrtic)
- Micaria tuvensis Danilov, 1993 (Rússia, Kazakhstan, Xina)
- Micaria utahna Gertsch, 1933 (EUA)
- Micaria vinnula Gertsch & Davis, 1936 (EUA)
- Micaria violens Oliger, 1983 (Rússia)
- Micaria xiningensis Hu, 2001 (Xina)
- Micaria yeniseica Marusik & Koponen, 2002 (Rússia)
- Micaria yushuensis Hu, 2001 (Xina)

### Microdrassus
Microdrassus Dalmas, 1919
- Microdrassus inaudax (Simon, 1898) (Seychelles)

### Microsa
Microsa Platnick & Shadab, 1977
- Microsa chickeringi Platnick & Shadab, 1977 (Illes Verges)
- Microsa cubitas Alayón & Platnick, 1993 (Cuba)
- Microsa gertschi Platnick, 1978 (Bahames)

### Micythus
Micythus Thorell, 1897
- Micythus anopsis Deeleman-Reinhold, 2001 (Tailàndia)
- Micythus pictus Thorell, 1897 (Myanmar, Borneo)
- Micythus rangunensis (Thorell, 1895) (Myanmar, Sumatra, Borneo)

### Minosia
Minosia Dalmas, 1921
- Minosia assimilis Caporiacco, 1941 (Etiòpia, Uganda)
- Minosia berlandi Lessert, 1929 (Congo)
- Minosia bicalcarata (Simon, 1882) (Iemen)
- Minosia clypeolaria (Simon, 1907) (Guinea-Bissau)
- Minosia eburneensis Jézéquel, 1965 (Costa d'Ivori)
- Minosia irrugata (Simon, 1907) (Guinea-Bissau)
- Minosia karakumensis (Spassky, 1939) (Turkmenistan)
- Minosia lynx (Simon, 1886) (Senegal)
- Minosia pharao Dalmas, 1921 (Egipte, Israel)
  - Minosia pharao occidentalis Dalmas, 1921 (Algèria)
- Minosia santschii Dalmas, 1921 (Tunísia, Líbia)
- Minosia senegaliensis Dalmas, 1921 (Senegal)
- Minosia simeonica Levy, 1995 (Israel)
- Minosia spinosissima (Simon, 1878) (Espanya, França, Israel)

### Minosiella
Minosiella Dalmas, 1921
- Minosiella intermedia Denis, 1958 (Àsia central, Afganistan)
- Minosiella mediocris Dalmas, 1921 (Tunísia, Algèria, Egipte, Israel)
- Minosiella pallida (L. Koch, 1875) (Somàlia, Iemen)
- Minosiella perimensis Dalmas, 1921 (Iemen)
- Minosiella pharia Dalmas, 1921 (Líbia, Egipte, Israel)
- Minosiella spinigera (Simon, 1882) (Iemen)